# Celestynów (Zgierz)
Pour les articles homonymes, voir Celestynów.
Celestynów est une localité polonaise de la gmina d'Ozorków, située dans le powiat de Zgierz en voïvodie de Łódź.